# Исбакиев, Магомед Магомедович
Магомед Магомедович Исбакиев (неизвестно; Якутия — 15 октября 2022; под Херсоном, Украина) — российский военнослужащий, старший лейтенант, командир группы. Герой Российской Федерации (посмертно, 2024).

## Биография
Родился в Якутии с младшей сестрой, где служил отец (со слов матери). Его отца звали также — Магомедом, который тоже был военным деятелем. Ушёл в отставку в звании полковника. Мать — Марина, учительница младших классов. Отец — аварец по национальности, мама — лачка. Есть младшая сестра Земфира. Жена: Анна, единственная дочь — Мишель.
Когда Исбакиеву было шесть лет, он вместе со своей семьёй перебрался в Москву по личным обстоятельствам. Там окончил общеобразовательную школу. Занимался спортом, в точности рукопашным боем, по которому ему был присвоен один из спортивных разрядов и спортивной гимнастикой. Увлекался футболом и программированием. Позже поступил в Новосибирский военный институт, после чего пошёл в разведку ВДВ. Дважды уезжал в Сирию на боевые командировки, где получил медаль «За отвагу», также удостоен Ордена Мужества, медали Жукова и других наград, включая письменные грамоты (благодарности). Практически с начала боевых действий являлся участником вторжения России на Украину.
Погиб 15 октября 2022 года под Херсоном, Украина. Похоронен на военном мемориальном кладбище в Мытищах Московской области.
25 ноября 2024 года стало известно, что ему посмертно присвоено звание Герой Российской Федерации. Инициатором его награждения стал гвардии майор Денис Диденко, который 14 июня 2024 в ходе встречи Президента России Владимира Владимировича Путина с участниками Программы «Время героев», обратился с просьбой о присвоении звания Героя России.

## Звания и награды
- Герой Российской Федерации (посмертно, 2024)[2][3][1].
- Медаль «За отвагу».
- Орден Мужества.
- Медаль Жукова.
- Другие награды.